# Qoşa qala qapısı
Qoşa qala qapısı nebo Goša gala gapisi (ázerbájdžánsky Qoşa qala qapısı, rusky Ворота Гоша-Гала, anglicky Gosha Gala Tower) je nejslavnější ze vstupů do Starého města Baku. Qoşa qala qapısı znamená v překladu dvojitá brána. Někdy se též nazývá jako Brána Šamachi.
Brána je hlavním vstupem do Starého města a je jediná která se skládá ze dvou bran - vnitřní a vnější.

## Galerie

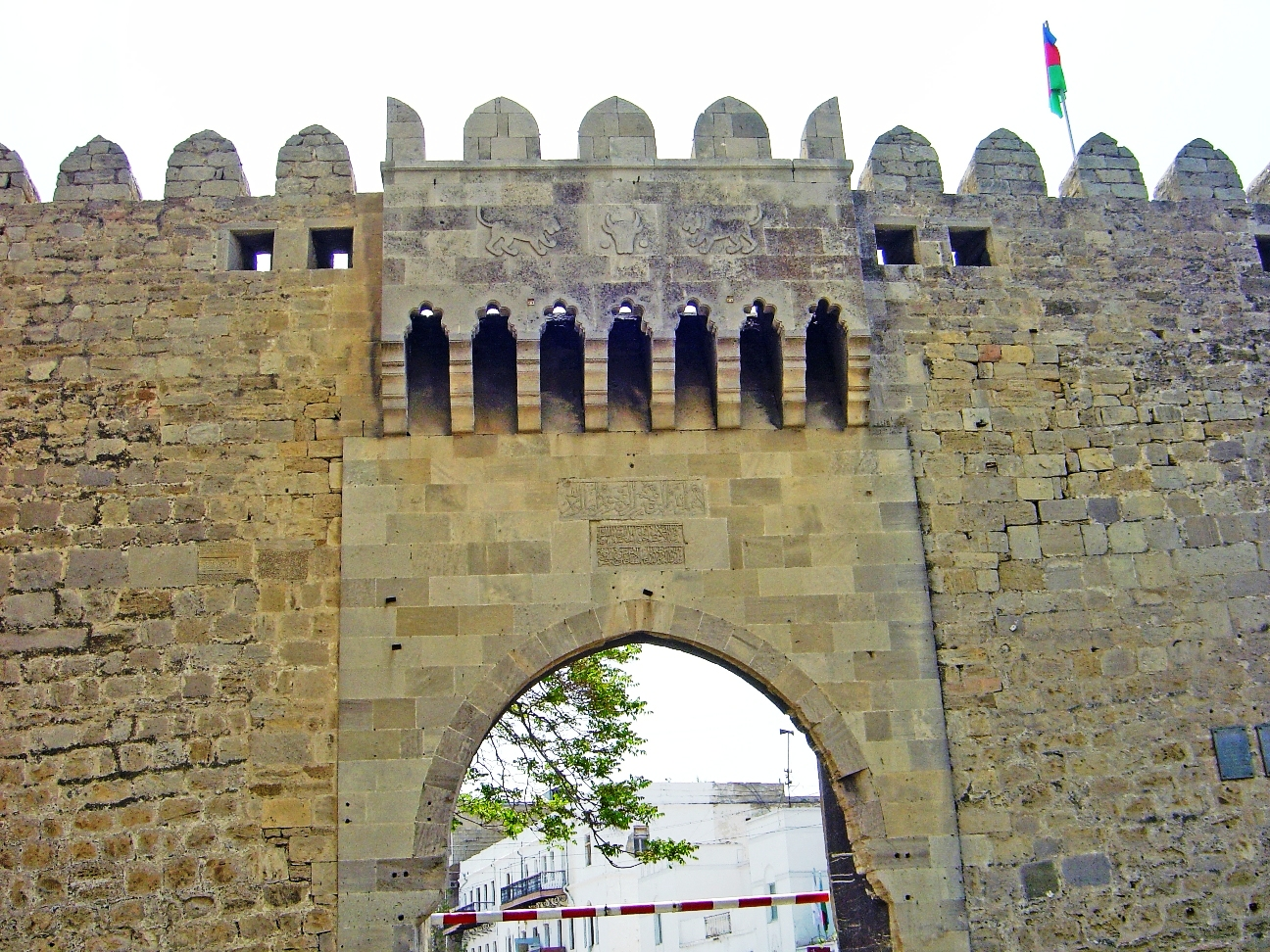
Qoşa qala qapısı
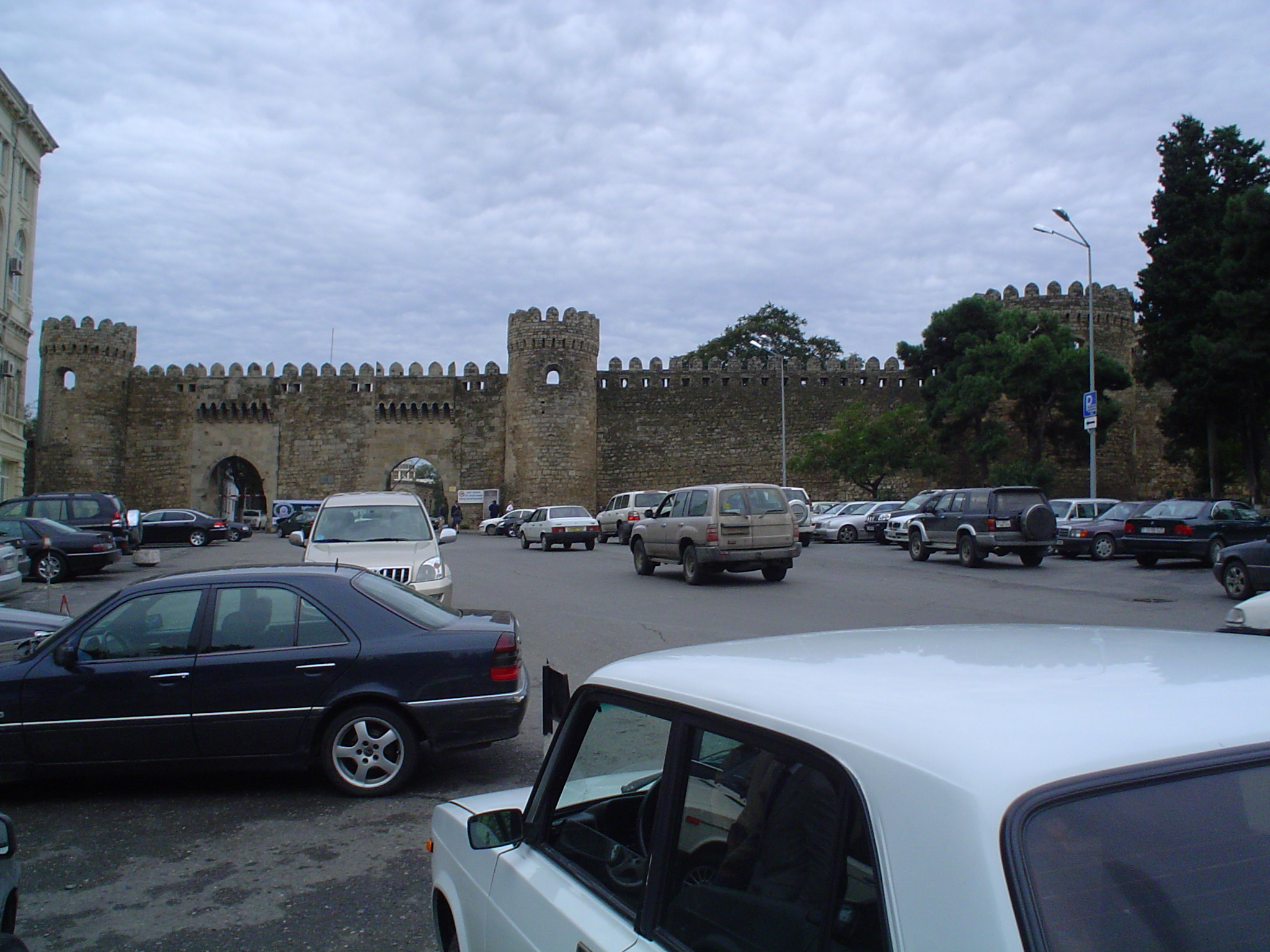
Qoşa qala qapısı